# Piazzolo
Piazzolo (lombardul: Piassöl) település Olaszországban, Lombardia régióban, Bergamo megyében. Lakosainak száma 85 fő (2023. január 1.). Piazzolo Olmo al Brembo, Valnegra, Moio de’ Calvi, Mezzoldo, Piazza Brembana és Piazzatorre községekkel határos.

## Népesség
A település lakossága az elmúlt években az alábbi módon változott:
| Lakosok száma | 86   | 92   | 85   |
|               | 2017 | 2018 | 2023 |